# Sphincteractis sanmatiensis
Sphincteractis sanmatiensis är en korallart som beskrevs av Zamponi 1976. Sphincteractis sanmatiensis ingår i släktet Sphincteractis och familjen Sideractiidae. Inga underarter finns listade i Catalogue of Life.